# LC Waikiki
LC Waikiki (LCW) — французско-турецкая марка готовой одежды и модных аксессуаров, турецкая компания-ритейлер одежды для всей семьи. Торговая сеть компании состоит из 1000 магазинов в 45 странах мира. Название компании происходит от гавайского пляжа Вайкики и заглавных букв словосочетания Les copains (фр. друзья) (друзья-основатели бренда).

## История
Компания LC Waikiki была основана во Франции в 1988 году французской компанией DDKA (инициалы основателей: JJD, JMD, SK и George Amouyal). Во Франции в 90-е годы бренд пользовался большим авторитетом среди детей и подростков. Вскоре после создания модельер Жорж Амуял и его партнёр начали сотрудничать с турецкой швейной компанией Taha Tekstil (Tema Textile), которая затем преобразовалась в Taha Grup и в 1997 году купила бренд LC Waikiki. Компания переориентировала бренд на турецкие и международные стандарты. В том же году в Турции заработал 21 магазин LC Waikiki, число брендовых магазинов росло с каждым годом, в настоящее время более 400 магазинов LC Waikiki работает в 76 провинции Турции.
Первый зарубежный магазин LC Waikiki открылся в Румынии в 2009 году. Затем компания вышла на рынки Азербайджана, Албании, Алжира, Армении, Белоруссии, Болгарии, Боснии и Герцеговины, Грузии, Египта, Ирака, Иордании, Ирана, Казахстана, Кипра, Китая, Косово, Северной Македонии, Марокко, Молдавии, Омане, Польши, России, Саудовской Аравии, Сирии, Тунисе, Украины, Киргизии, Таджикистана и Узбекистана. Также планируется выход в страны Персидского залива и на другие рынки. В России первый магазин LC Waikiki открылся в Санкт-Петербурге в декабре 2010 года, их число планируется довести до 50. В Казахстане первый магазин был открыт в Астане в 2010 году и затем появилось 34 магазина по всей стране.
В 2011 году компания стала лидером турецкой розничной торговли готовой одеждой. С мая 2014 — январь 2016 года с помощью «1С:Розницы 8» для Белоруссии были автоматизированы и запущены в работу 10 магазинов компании. К 2023 году LC Waikiki планирует стать одной из трёх самых успешных компаний в Европе в сфере розничной продажи одежды.
LC Waikiki является организатором конкурса инновационного дизайна одежды, а также гонок на лодках-драконах, проводимых каждый год в заливе Золотой Рог.

## Акционеры
Большинство акций компании принадлежит семьям Диздар (36,11 %), Кючюк (49,91 %), Кысаджик (7,11 %) и Амуял (6,71 %), которые стояли у её основания
- Фидан Алиева
- Мустафа Кючюк
- Вахап Кючюк
- Халис Кючюк
- Шефик Йилмаз Диздар
- Лейла Диздар
- Айше Пюрлен Диздар
- Памир Гючлю Диздар
- Жорж Амуял
- Исмаиль Хаккы Кысаджик
- Ялчын Чаглар
- Мурат Мысырлы
- Музаффер Мустафа Ишчан
- Мухаммед Мазлум Йилдырым[4]

## Структура компании
В Турции:
- Taha Giyim Sanayi ve Ticaret A.Ş.
- Zirve Mimarlık İnşaat San. Ltd. Şti

В других государствах:
- Албания LC Waikiki Retail AL SHPK
- Армения «LC Waikiki Retail AR» LLC
- Азербайджан LC Waikiki Baku MMC
- Бангладеш TEMACOS FASHION WEAR LTD.
- Белоруссия LLC «LC WAIKIKI Retail Bel»
- Босния и Герцеговина Tema Retail BA DOO
- Болгария LC WAIKIKI Retail BG EOOD
- Китай Xinjiang LC Waikiki Fashion Co., LTD.
- Египет Tema Retail EG S.A.E.
- Грузия LC WAIKIKI GE Ltd
- Индонезия PT LCWAIKIKI RETAIL INDONESIA
- Северный Ирак Kaplan Retail For General Trading LTD
- Южный Ирак Rawat Al-Qarura General Trade and Ready Made Clothes Trade Limited Company
- Израиль LC WAIKIKI RETAIL IL LTD.
- Казахстан TOO Tema Retail KZ
- Кения LC WAIKIKI Retail KE Ltd
- Косово «LC WAIKIKI Retail KOSOVO» SH.P.K.
- Киргизия «LC WAIKIKI Retail KG» Limited liability Company
- Малайзия LC Waikiki Retail MY Sdn. Bhd.
- Молдова LC WAIKIKI Retail Mol SRL
- Марокко LC Waikiki Retail MA (SARLAU)
- Польша TEMA RETAIL PL Sp. z o.o.
- Румыния LC WAIKIKI Retail RO SRL
- Россия Tema Retail Ru LCC
- Северная Македония LC WAIKIKI RETAIL MK DOOEL Skopje
- Сербия LC WAIKIKI Retail RS Belgrade LLC
- Таджикистан LC WAIKIKI
- Узбекистан LC WAIKIKI Retail TASHKENT
- Украина Tema Moda Ukraine LLC[5]
- ЮАР LC WAIKIKI RETAIL ZA